# Seaborgium
Seaborgium, tidl. Unnilhexium og eka-wolfram, er et grundstof med symbolet Sg og atomnummer 106 i det periodiske system. Seaborgium er et syntetisk grundstof, hvis mest stabile isotop, Sg-271, har en halveringstid på 2,4 minutter. Dets kemi minder om wolframs. Seaborgium har CAS-nummer 54038-81-2 og er opkaldt efter den amerikanske kemiker Glenn T. Seaborg.

## Egenskaber
De første studier af seaborgiums kemi var baseret på gastermokromatografi, og viste at stoffet reagerer med ilt og saltsyre under dannelse af et oxyklorid på samme måde som andre stoffer i samme hovedgruppe; navnlig wolfram og molybdæn. Senere fandt man på lignende vis ud af at seaborgium også reagerer med ilt og vand på samme måde som de beslægtede grundstoffer. I vandige opløsninger har seaborgium også let ved at danne et stabil oxidationstrin +6.

## Fremstilling af seaborgium
Seaborgium dannes i laboratorier ved at accelerere relativt lette atomkerner til store hastigheder, og lade dem kollidere med et "mål" bestående af et tungt grundstof: Derved fusioneres kernerne og danner enten direkte en seaborgium-kerne, eller en anden tung kerne som derefter henfalder til en seaborgium-isotop.

## Historie
Grundstof 106 blev opdaget næsten samtidig i to forskellige laboratorier. I juni 1974 skabte et amerikansk forskerhold med Albert Ghiorso i spidsen en isotop med massetal 263 og en halveringstid på 1,0 sekund, og i september samme år producerede et sovjetisk forskerhold en isotop med massetal 259 og en halveringstid på 0,48 sekunder.
Fordi de amerikanske resultater først blev uafhængigt bekræftet, foreslog de at det nye stof skulle have navnet "Seaborgium" til ære for den amerikanske kemiker Glenn T. Seaborg, som var et af medlemmerne på forskerholdet. I 1992 besluttede en international komité at de to laboratorier skulle deles om æren for opdagelsen, og der opstod en kontrovers om navnet. IUPAC besluttede derfor at give stoffet det midlertidige navn Unnilhexium.
I 1994 anbefalede IUPAC navnet rutherfordium, med begrundelsen at man ikke kan opkalde et grundstof efter en endnu levende person. Amerikanerne protesterede over dette, da einsteinium blev navngivet mens Albert Einstein endnu levede. Som en del af et kompromis for grundstofferne 104 til 108 blev navnet seaborgium vedtaget for stof nr. 106.

## Isotoper
Der kendes 12 isotper af seaborgium, hvor Sg-271 lever længst, og henfalder via alfa-henfald og spontan fission. Den har en halveringstid på 2,4 minutter. Sg-258 henfalder til gengæld meget hurtigt, den har en halveringstid på 2,9 ms.